# Eupithecia jermyi
Eupithecia jermyi är en fjärilsart som beskrevs av András Vojnits 1976. Eupithecia jermyi ingår i släktet Eupithecia och familjen mätare. Inga underarter finns listade i Catalogue of Life.